# Dolph (Oregon)
Dolph (más néven Dolph Junction) az Amerikai Egyesült Államok északnyugati részén, Oregon állam Tillamook megyéjében, az Oregon Route 22 és az Oregon Route 130 csomópontjában elhelyezkedő önkormányzat nélküli település.

## Története
Névadója Joseph N. Dolph szenátor. A település korábban a Willamette-völgy és az óceánpart közötti postakocsi-útvonalon fekvő fizetőkapunál, Yamhill megyében volt; a megyehatárok nyugatra tolásával Oregonban került át. A Jordan Fuqua által 1878 és 1892 között épített fizetős útvonal Grand Ronde és Woods között haladt. A posta 1886-ban, az iskola pedig 1889-ben nyílt meg. Egykor fűrészüzem, hordógyár, szálloda, istálló, kovácsműhely és kemping is volt itt.
Az OR 22 és OR 130 mai csomópontjától nyolcszáz méterre feküdt George Baxter kovácsműhelye, aki a kénes források tulajdonosa is volt. Az üdülő 1940-ben még létezett.
Mivel 1916–1917-ben egy ingyenes közút épült, a fizetőkapukra, és ezáltal a településre többé nem volt szükség. Az iskolát először Baxter műhelyéhez költöztették, majd 1930-ban a Castle Rock-i intézménybe olvasztották; a posta 1921-ben szűnt meg. 1970-re mindössze egy gyümölcsöskert és a nyolcszáz méterre fekvő temető maradt fenn.

## Fordítás
- Ez a szócikk részben vagy egészben  a   Dolph, Oregon című angol Wikipédia-szócikk ezen változatának fordításán alapul.  Az eredeti cikk szerkesztőit annak laptörténete sorolja fel. Ez a jelzés csupán a megfogalmazás eredetét és a szerzői jogokat jelzi, nem szolgál a cikkben szereplő információk forrásmegjelöléseként.